# Joanna Barnes
Joanna Barnes (Boston, Massachusetts, 15 de noviembre de 1934-Sea Ranch, California, 29 de abril de 2022) fue una actriz estadounidense conocida por sus apariciones en el cine de las décadas 60 y 50.

## Vida personal

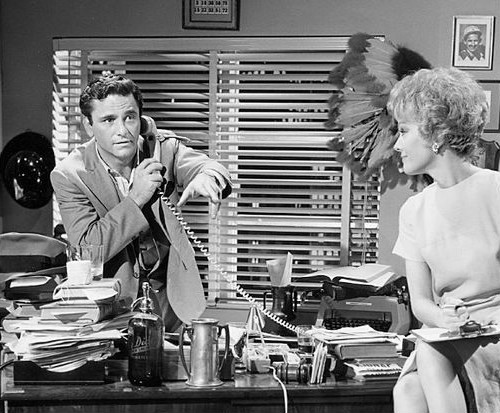
Con Peter Falk en The Trials of O'Brien.

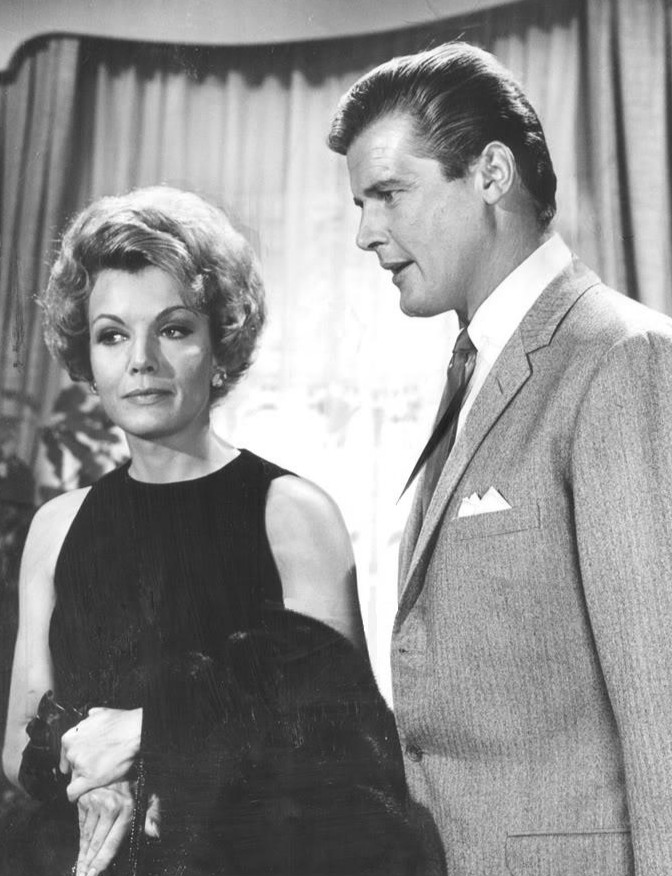
Con Roger Moore en The Trials of O'Brien.

Se casó 3 veces: En 1955 con Richard Edward Herndon divorciándose unos años después ; con el también actor Lawrence Dobkin en 1961 divorciándose en 1967 y con Jack Lionel Warner en 1980. En 2012 él falleció y ella se quedó viuda.

## Filmografía
- 1956: Tales of the 77th Bengal Lancers - serie de televisión, episodio "The Regiment" .... Cymanthia
- 1957: The Ford Television Theatre - serie de televisión, episodio "The Man Who Beat Lupo".... Ileana
- 1957: Playhouse 90 - serie de televisión, episodio "The Blackwell Story" .... Ellen Blackwell
- 1957: The Garment Jungle, de Vincent Sherman y Robert Aldrich (no acreditado) (Bestias de la ciudad) .... no acreditada
- 1957: Conflict - serie de televisión
- 1957: No Time to Be Young .... Jeannie (no acreditada)
- 1958: Colt .45 - serie de televisión
- 1958: Too Much, Too Soon (Demasiado pronto para vivir) .... chica en la fiesta (no acreditada)
- 1958: Violent Road
- 1957-58: Cheyenne - serie de televisión
- 1958: Onionhead .... chica presumida en fiesta (no acreditada)
- 1958: Después de la oscuridad
- 1958: Auntie Mame
- 1958: Steve Canyon
- 1959: Beach Patrol, telefilm .... Edie West
- 1959: 21 Bacon Street
- 1959: Tarzán de los monos
- 1959: Intriga en Hawái, serie de televisión, episodio "A Dime a Dozen" .... Rikki
- 1960: M Squad - serie de televisión, episodio "The Twisted Way" .... Tammy Worth
- 1960: Philip Marlowe, serie de televisión, episodio "Death Takes a Lover" .... Lois Conway
- 1960: The Millionaire, serie de televisión, episodio "Karen Summers Millionaire" .... Karen Summers
- 1960: The Man from Blackhawk - serie de televisión
- 1960: Mr. Lucky - serie de televisión, episodio "Taking a Chance" .... Laura Lawrence
- 1960: General Electric Theather
- 1960: Alcoa Theatre, episodio "333 Montgomery" .... Eve Fremont
- 1960: Richard Diamond, Private Detective - serie de televisión, episodio "The Lovely Fraud" .... Joyce Long
- 1960: Dante - serie de televisión, episodio "One for the Birds" .... Amy
- 1960: Espartaco .... Claudia Marius
- 1957-60: Maverick - serie de televisión, cinco episodios
- 1960: Adventures in Paradise - serie de televisión, episodio "Incident in Suva" .... Diane Winthrope
- 1961: Bringing Up Buddy - serie de televisión, episodio "Buddy's Transfer" ....  Marcia Sutter
- 1961: Michael Shayne - serie de televisión, episodio "Final Settlement" .... Nora
- 1961: Stagecoach West - serie de televisión, episodio "The Outcasts" .... Ruby Sanders
- 1960-61: The Tab Hunter Show
- 1961: Los intocables
- 1961: The Parent Trap
- 1961: The Bob Cummings Show
- 1961: The Purple Hills .... Amy Carter
- 1961: The Investigators - serie de televisión, episodio "In a Mirror, Darkly" .... Georgette
- 1961: Target: The Corruptors - serie de televisión, episodio "The Golden Carpet" .... Ann Fielding
- 1961: Follow the Sun, serie de televisión, episodio "The Primitive Clay" .... Doris #1
- 1961: Cain's Hundred - serie de televisión, episodio "Five for One" .... Carol Tredman
- 1962: Bachelor Father, serie de televisión, episodio "What Men Don't Know".... Barbara Thorne
- 1962: Laramie - serie de televisión
- 1962: Sam Benedict
- 1962: Have Gun - Will Travel - serie de televisión, episodio "Penelope" .... Penelope Lacey
- 1963: The Eleventh Hour
- 1962-63: Alcoa Premiere
- 1963: Empire - serie de televisión, episodio Down There, The World" .... Neva Bradford (no acreditada)
- 1963: The Beverly Hillbillies - serie de televisión, dos episodios .... Cynthia Fenwick
- 1963: 77 Sunset Strip - serie de televisión, episodio "88 Bars" .... Lisa Cabot
- 1964: Arrest and Trial - serie de televisión, episodio "A Circle of Strangers" .... Melinda Parsons
- 1964: The Farmer's Daughter - serie de televisión, episodio "The Next Mrs. Morley" .... Monica
- 1964: Goodbye Charlie de Vincente Minnelli
- 1965: Doctor Kildare - serie de televisión, episodio "Make Way for Tomorrow" ... Dra. Suzanne Shary
- 1965: Bob Hope Presents the Chrysler Theatre
- 1965-66: The Trials of O'Brien - serie de televisión, varios episodios
- 1967: The War Wagon, de Burt Kennedy
- 1967: Don't Make Waves, de Alexander Mackendrick
- 1967: Too Many Thieves, de Abner Biberman
- 1968: Mannix - serie de televisión
- 1969: Audacia es el juego - serie de televisión
- 1969: El F.B.I. (sin acreditar)
- 1970: Nanny and the Professor - serie de televisión, episodio "The Scientific Approach" .... Lynn Carlislr
- 1971: B.S. I Love You
- 1971: Eddie
- 1971: O'Hara, U.S. Treasury - serie de televisión, episodio "Operation: Payoff " .... Hannah
- 1971: Alias Smith and Jones - serie de televisión, 2 episodios
- 1972: Hawai 5-0 - serie de televisión, episodio "Didn't We Meet a Murderer?" .... Bonnie Soames
- 1972: Cool Million - serie de televisión, episodio "Assault on Gavaloni"
- 1973: Love, American Style - serie de televisión
- 1973: The New Perry Mason - serie de televisión
- 1973: McCloud - serie de televisión, episodio "The Solid Gold Swingers" .... Karen Chandler
- 1973: Marcus Welby - serie de televisión, 2 episodios
- 1974: El planeta de los simios - serie de televisión, episodio "Up Above the World So High" .... Carsia
- 1975: Los hombres de Harrelson - serie de televisión, episodio "Death Carrier" .... Andrea
- 1975: I Wonder Who's Killing Her Now?
- 1975: Matt Helm - serie de televisión, episodio "Think Murder" .... Hannah Bigelow
- 1975: Ellery Queen - serie de televisión, episodio "The Adventure of the Blunt Instrument".... Camellia Justice
- 1976: Quincy M.E. - serie de televisión, episodio "Who's Who in Neverland" .... Margo Bentley / Barbara Miller
- 1976: Executive Suite - serie de televisión, 3 episodios .... Sharon Cody
- 1978: The Betty White Show - serie de televisión, episodio "Play Misty for John"
- 1978-79: La isla de la fantasía, serie de televisión, 3 episodios
- 1979: Los ángeles de Charlie - serie de televisión, episodio "Angels on Skates" .... Julia Lathrop
- 1980: The Last Resort - serie de televisión, episodio "Gone with a Whim"
- 1980: When the Whistle Blows - serie de televisión, episodio "Macho Man" .... Mrs. Hamilton
- 1982: Barney Miller - serie de televisión, episodio "Chinatown" .... Miss Caroline Fitzjames
- 1982: Hart y Hart
- 1983: Secrets of a Mother and Daughter - telefilm
- 1983: Remington Steele
- 1980-85: Trapper John, M.D. - serie de televisión, 2 episodios
- 1986: Benson
- 1987: Se ha escrito un crimen, episodio "The Way to Dusty Death" .... Lydia Barnett
- 1987: Dolly - serie de televisión, episodio "A Down Home Country Christmas" .... Mrs. Fullbright
- 1989: Cheers,episodio "The Visiting Lecher" .... Valerie Crandell
- 1998: The Parent Trap
- 2000: Then Came You - serie televisión, episodio "Then Came the Monthiversary" .... Lilian